# ヒルズ族

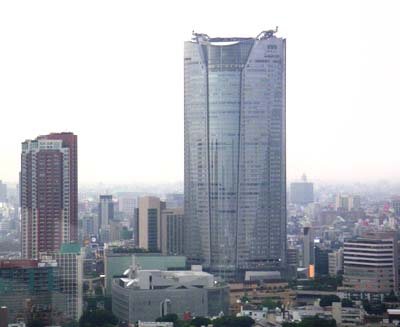
六本木ヒルズ森タワー

ヒルズ族（ヒルズぞく）とは、2000年代に六本木ヒルズ森タワーに本社を置く企業群の代表者たち、また六本木ヒルズ内の住宅棟である高級マンションの六本木ヒルズレジデンスに住む住人を示していた。

## 概要
住居棟である六本木ヒルズレジデンスには、著名人が数多く居住し、またオフィス棟である六本木ヒルズ森タワーには、企業が相次いでオフィスを設けた。これらの企業の経営者たちは、若くして成功したこと等でマスコミなどに注目されるようになった。ヒルズは起業家の聖地となり、各界の著名人が織りなすセレブ文化の発信地でもあった。

## 六本木ヒルズレジデンス
六本木ヒルズを構成する住宅施設として、六本木ヒルズの開業と同じく2003年（平成15年）4月に完成した集合住宅である。住宅建物には、地上43階・地下2階建てのツインタワーであるB棟、C棟を始め、A棟、D棟とゲートタワーがあり、総戸数は793戸となっている。デザインは主にG2デザインパートナーズによるGallery White、Gallery Walnut、コンラン & パートナーズが担当。
賃貸物件では1平米あたりの月額賃料相場が1万円程度と高額であり、ここに住む企業経営者らを「ヒルズ族」と呼んでもてはやす傾向がみられた。一方、この地では再開発前約500世帯が暮らしていたことから、六本木ヒルズレジデンスの住戸のうち、約250戸は地権者が入居している。また、完成時にはレジデンス4棟計793戸のうち、約4割が旧地権者の所有であった。

## 代表的な「ヒルズ族」
会社が森タワーにあった人物
- 堀江貴文（元ライブドア）
- 村上世彰（元村上ファンド）
- 三木谷浩史（楽天）
- 宇野康秀（USEN）
- 折口雅博（元グッドウィル・グループ)